# Aeritalia
Aeritalia var en flygindustri i Italien som bildades 1969 genom sammanslagningen av Fiat Aviazione och Aerfer. 1990 gick Aeritalia upp i Alenia Aeronautica.
1982 övergick 10 procent av Alfa Romeo Avio till Aeritalia och 1984 hade Aeritalias ägande ökat till 60 procent. När Alfa Romeo såldes till Fiat 1986 övertog Aeritalia hela flygmotordivisionen som blev del av det statliga industrikonglomeratet Finmeccanica.